# 알파 카파 알파

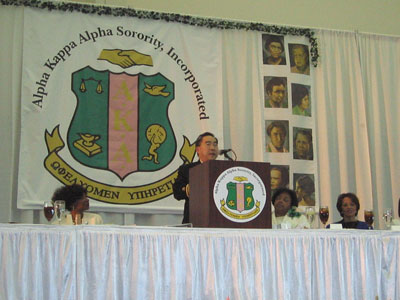
2006년 1월, 98번째 국제 설립자 기념일

알파 카파 알파(그리스어: ΆΚΆ, 영어: Alpha Kappa Alpha, 이하 AKA)는 아프리카계 미국인 여대생들이 설립하고 법인으로 만든 여성회로서, 최초의 그리스 문자로 이름지어진 여성회이다. 에설 헤지먼 라일이 주도한 9명의 학생 모임에 의해 워싱턴 D.C.의 하워드 대학교에서 1908년 1월 15일 설립되었다. 여성회를 결성하는 것은, 20세기 초 소수민족 및 여성들이 기회의 불평등으로 인하여 힘이나 권위가 거의 없던 지역들에서 아프리카계 미국인 여성에 대한 장벽을 무너뜨리는 데 기여했다. AKA는 1913년 1월 29일 법인이 되었다. 아프리카계, 카프카스계, 아시아계, 히스패닉의 여대생들로 구성된 이 여성회에는 미국 및 여러 나라에 975개 이상의 지부가 있으며, 20만명 이상의 회원들이 있다. 여성들은 대학 지부 또는 대학원 지부를 통해 가입할 수 있다.
100년 이상의 전통을 가진 AKA는 공동체 서비스 프로그램을 통해 사회적 경제적 환경을 향상시키는 일을 돕고 있다. 회원들은 독립적이고 자발적인 활동을 통해 교육 여건을 향상시키고, 프로그램이나 미시시피 건강 클리닉과 같은 연합을 창설하여 공동체 건설에 기여하고 있으며, 시민 민주 권리를 위한 국가 비정당 로비를 통해 의회 로비 활동을 함으로써 연방 법률 제정에 영향력을 행사하고 있다. 교육, 가족, 건강, 사업과 관련된 서비스 주도활동 및 진보적인 프로그램을 통해 공동체들과 함께 일한다.
AKA는 국가 범헬레닉 회의(NPHC)의 일부이다. 현재 국제 회장은 바바라 매킨지이며, AKA의 역사를 보여주는 문서와 그림 자료들은 무어랜드-스핀간 연구 센터에 있다.

## 역사

### 초기 (1907년 ~ 1912년)
1907년 봄 에설 헤지먼은 하워드 대학교에서 여성회를 만들려고 노력한다. 하워드 학부 회원인 에설 로빈슨은, 브라운 대학교 여성 단과대학에서의 여성회 경험을 헤지먼에게 이야기해주면서 헤지먼을 격려한다. 헤지먼은 장래에 남편이 되는 조지 라일에게서도 격려를 받았는데, 그는 1907년 하워드에 있던 알파 파이 알파 남성회 베타 지부의 특별 회원이었다. 1907년 여름 헤지먼은 자신의 아이디어를 이행하기 위해 관심있는 동급생들을 모집하기 시작했다.
마침내, 1907년 가을 헤지먼을 포함하여 여성 9명이 모였고 AKA를 조직하기 위한 실험 단계에 들어간다. 임시 의장인 헤지먼과 함께 그 여성들은 여성회의 회칙을 작성하고 모토와 색상을 고안했으며, 그 여성회의 이름을 '알파 카파 알파'이라 하였다. 이듬해인 1908년, 7명의 2학년 우등생들이 관심을 나타냈고 이들은 가입 행사 없이 받아들여졌다. 첫 번째 가입 행사는 1909년 2월 11일 하워드 대학교 마이너 홀의 전시관에서 열렸다. 1909년 5월 25일, 마이너 홀에서 담쟁이덩굴(Ivy)을 심는 등의 '아이비 데이(Ivy Day)' 행사를 처음으로 치렀다.

### 할양과 델타 시그마 세타의 형성 (1912년 ~ 1913년)
후원받는 의례적인 사회 행사들처럼 AKA는 하워드 대학교에서 하나의 지부로서 존재하였고, 전국적으로 확대하거나 법인화하려는 계획이 없었다. AKA는 하워드에서 성장을 계속하였다. 1912년 10월 11일, 22명의 회원들이 AKA에 가입하였다. 이후, 7명의 임원이 선출되었는데(회장:마이라 헤밍스, 부회장:에설 블랙, 서기:에디스 영,
통신 서기:제시 덴트, 관리원:위노나 알렉산더, 경호원:프레데리카 도드, 회계원:폴라인 마이너), 새로 가입한 그 22명은 그 과정에 대해 실망했으며 여성회를 개편하기를 원했다.
델타 시그마 세타의 연대기 관리자인 폴라 기딩스에 따르면 그 회원들 그룹은, 국가적인 조직을 설립하고 여성회의 활동 영역을 확장하며 이름과 상징을 바꾸는 등, 보다 정치적 성향으로 바꾸기를 원했다고 한다. 대학원 회원인 넬리 퀀더는 여성회 명칭 변경에 대해 들었을 때, 의견차를 나타냈고 여성회 개편 노력을 중단하라며 마감시한을 제시했다. 그러나, 22명은 거부했고 1913년 1월 13일 델타 시그마 세타를 조직한다.
그 후, 1913년 1월 29일 퀀더는 다른 회원 5명과 함께, 영속적인 단체로서의 'AKA 여성회'로 법인화하자는 제안을 주도한다. 1913년 1월 30일 그 여성회는 'AKA 여성회 법인(Alpha Kappa Alpha, Sorority, Incorporated)'이라는 이름으로 국가적인 비영리단체 법인이 되었다. 같은 해, 여성회는 임원들의 직위에 대해 그리스식 명칭을 사용하기 시작하였다.

### 확장과 초기 프로그램 수행 (1913년 ~ 1940년)
AKA는 국가적으로 성장을 계속했다. 1913년 가을에는 시카고 대학교에 두 번째 지부가 특설되었다. 여성회는 그 당시의 관심사에 대해 목소리를 내는 데에 능동적인 역할을 하였다. 여성들은 1913년 여성의 참정권 행진을 진행하였다. 또한, AKA는 학교 교육과 해외유학에 대한 장학 기금을 제공하여 회원들을 지원하였다. AKA는 연례회의를 통해 회원들을 통합하기 시작했다. 1920년 연례회의에서는 그레이스 에드워즈가 쓴 여성회 서약과, 파일리스 위틀리 워터스가 디자인한 여성회 문장(紋章)이 채택되었다. 이듬해인 1921년 연례회의에서는 아이비 리프(Ivy Leaf, 담쟁이덩굴 잎)이 공식회보로 채택되었고, AKA 설립자들을 기리기 위한 '설립자 주간'을 제정하였다. 같은 해 진주목걸이는 처음 여성회에 소개되었다. 여성회 회원 핀은 미주리 캔자스 시에서 열린 다음 연례회의에서 채택되었다. 1947년 연례회의에서는 명예 회원들을 위한 핀들이 승인되었다.
1930년 5월 10일 AKA는 카파 알파 프시, 오메가 프시 피 남성회들 및 델타 시그마 세타, 제타 피 베타 여성회들과 함께 하워드 대학교에서 국가 범헬레닉 회의(NPHC)를 결성하였다. 흑인계가 주도적인 남성회 및 여성회 9개로 구성된 NPHC는 포럼, 모임 등 여러 경로를 통해 정보교환 및 상호작용을 촉진하고 다양한 활동과 행사를 통해 협력적인 프로그램들을 확대하고 있다.
대 이주 기간 동안 회원들은 여행자 원조 협회를 지원하였고, 남부 흑인들 수천명에게 집을 구해주거나 도시를 안내해주는 등 북부 사회에 적응할 수 있도록 도와주었다. 또한 이들은 프리드먼의 병원에서 자원봉사를 하기도 했다.
대 이주 기간이던 1933년 4월, 국제 회장이던 아이다 잭슨은 미시시피 렉싱턴의 올 세인트 공업학교를 방문하였다. 그녀는 미시시피 델타의 어려운 환경을 돌아보았는데, 일부 교사들은 과거에 7학년 교육을 받지도 않았다. 농산물 가격이 계속 떨어졌기 때문에, 아프리카계 미국인들은 플랜테이션 농장에서 소작농으로서 생계를 이어나가고 있었다. 1934년 여름 아이다 잭슨은 시골 교사들을 훈련시키기 위한 여름 학교를 구상하였다. 그녀는 총 22명의 교사 학생, 243명의 어린이들을 데리고 학교를 운영했다. 어른들 48명을 위한 9개 학급을 열었다. 그 학교의 도서관은 2600권의 책을 보유하게 되어, 홈즈 카운티 전체에서 가장 큰 도서관이 되었다.
1935년 여름 아이다 잭슨은 가난에 초점을 맞추고 지역 건강 진료소를 개설하였다. 1934년 겨울, 그녀는 연례회의로부터 그 프로젝트를 위한 기금 1000달러를 받았다. 책임자로 임명된 의사 도로시 보울딩 페레비와 더불어, 그 진료소는 미시시피 건강 프로젝트로 발전하였다. 미시시피 건강 프로젝트는 6년간 여름마다 주(州) 전역에 걸쳐 시골의 흑인들에게 기본적인 의료를 해주었다. 그 프로젝트는 미국내에서 시행된 최초의 이동식 건강 진료소로 알려져 있으며, 미시시피 델타에 있는 약 15000명의 사람들에게 도움을 주었다. 그 프로젝트는 그 지역에서 디프테리아와 천연두의 발생건수를 줄이고, 미시시피 시골 지역 전체의 영양 상태 및 치아 건강을 향상시키는 데에 기여하였다고 기록되어 있다.
노마 엘리자베스 보이드가 주도한 여성회는 1938년 시민 민주 권리를 위한 국가 비정당 로비(National Non-Partisan Lobby on Civil and Democratic Rights, 약자:NPC)를 창설했고, 이후 NPC의 이름을 공무를 위한 국가 비정당 회의(Non-Partisan Council on Public Affairs, 약자는 변함없이 NPC)로 바꾸었다. 이것은 소수민족의 권리를 위한 최초의 전임(專任) 국회 로비 단체였다. NPC는 존재 기간 내내 NAACP, 전국 도시 동맹, UOPWA, NAGN, AFC, 유색 여성 클럽, BSCPA, 뉴욕 투표자 동맹과 협력했다. NPC는 12번째 최고 바실레오스(Basileus, 지도자) 에드나 오버 그레이캠벨에 의해 1948년 7월 15일 해체되었다. 1년 후, AKA는 NAACP의 첫 번째 종신회원이 되었다.
1945년 8월, NPC를 대체하기 위해 AKA는 인권을 위한 미국 회의(American Council on Human Rights, 이하 ACHR)를 설립했다. ACHR는 시민 권리 입법과 관련된 정부기관에 건의서를 제출했다. ACHR는 1946년 연례회의에서 제안되었다. 1946년 10월 AKA는 국제연합에 옵서버를 가진 최초의 여성회가 되었다. 1948년 1월 15일, 델타 시그마 세타, 제타 피 베타, 시그마 감마 로 여성회들과 알파 피 알파, 피 베타 시그마 남성회들은 ACHR의 특별회원이 되었다. 이후 1949년 3월 카파 알파 프시도 회원이 되었다.
1945년 9월 1일 AKA는 뉴욕 시에 국가 건강 사무소를 설립했다. 국가 건강 사무소는 지역 지부와 협력하며, 국회에 건강 프로그램 입안을 촉구하기 위해 ACHC와 함께 일했다. 학생 간호사들의 수를 늘리고, 전통적으로 흑인계에 속하는 전문대학 및 대학교의 건강 프로그램들을 개선하도록 했다. 1951년, 국가 건강 사무소는 여성회의 국제 프로그램으로 흡수되면서 해체되었다.

### 시민 권리와 교육 훈련 (1950년 ~ 1970년)
1950년대, 1960년대, 1970년대 전반에 걸쳐 회원들은 직업 훈련, 독서 장려 운동, 전통 계승, 어린이 프로그램들을 지원했다. 어린이들의 수학, 과학, 읽기 능력을 향상시키기 위해 노력함으로써 여성회는 공동체 서비스를 계속해 나가고, 다른 이들의 생활을 풍요롭게 하는데 기여했다. 재정적으로 AKA는 1953년 '패셔네타(FashionettaTM)'라는 이름의 패션쇼를 통해 프로젝트들을 위한 기금을 확장하였다. 정치적으로 ACHR는 시민 권리의 평등을 위한 로비 활동을 1950년대와 1960년대 동안 계속하였다. 콜리어 토마스에 따르면, ACHR는 교육, 운송, 고용과 관련된 분야와, 군대 및 민간에 대한 평등 향상과 관련한 법률 제정에 집중하였다고 한다. ACHR는 볼링 대 샤프 사건과 브라운 대 교육위원회 사건(1954년) 등 시민 권리 관련 사건들에 법정 조언자로 참여했다. 그러나 1963년 투표결과 결국 ACHR는 해체하기로 했다.
AKA는 백악관의 정치 자금으로부터 기금을 조성하여 시내 어린이들을 위한 프로그램들에 공헌하였다. 1964년 8월 20일 당시 대통령 린던 존슨은 직업 부대의 설립을 허가하는 경제적 기회 법에 서명한다. 여성회는 학생들을 위한 직업 훈련소를 운영하고자 하였다. 줄리아 퍼넬 회장의 주로도 AKA는 1964년 10월부터 1965년 1월까지 여성센터를 운영하기 위해 경제적 기회 사무소와 협상하였다. 1965년 2월 12일 AKA는 클레벨랜드 직업 부대를 운영하기 위한 4백만 달러를 승인받았고, 이로써 연방 직업 훈련소를 운영하는 최초의 여성회가 되었다. 1965년 초, 클레벨랜드 직업 부대는 16세~21세 나이의 고등학교 중퇴 여성들을 훈련시켰고, 1976년부터는 남성도 훈련을 받을 수 있었다. 여성회는 1995년까지 클레벨랜드 직업 부대를 운영하였다.
여성회는 1968년에서 1972년까지의 유산 시리즈를 발간함으로써 뛰어난 업적을 남긴 사람들을 집중조명하면서 공동체를 교육하였다. 이들 소책자들은 전기 최고의 아프리카계 미국인 여성의 일대기 시리즈이다. 그리고, 전체 콜렉션은 '사법계 여성', '정계 여성', '의료계 여성', '비즈니스계 여성', '치의학계 여성'들을 포함하고 있다. 1970년대 초 AKA는 조지아주 애틀란타에 있는 마틴 루서 킹 주니어의 생일 장소에서 마틴 루서 킹을 보호하는 일에 2만 달러를 기부하였다. 여성회 70주년인 1978년, 하워드 대학교에 AKA의 설립자들을 기리는 '기념 창문'를 설치했다. '기념 창문'은 로이스 마일로 존스가 디자인한 것이며, 현존하던 설립자인 라비니아 노먼과 노마 보이드가 '기념 창문'의 공개식에 참석하였다.

### 21세기를 향한 걸음 (1980년 ~ 2007년)
75주년이후 곧 AKA는 아프리카의 가난을 줄이기 위해 아프리카 마을 개발 프로그램(AVDP)의 설립하는 기금을 기부했다. 여성회는 아프리케어(Africare) 프로그램과 공동으로 아프리카 마을의 가난을 줄이기 위해 노력한다. 여성회는 교육과 자선을 위한 국제 재단(IFESH)과 공동으로, 남아프리카 공화국에서 인종 차별 정책이 끝난 후에 그 지역에 학교 10개를 짓고 컴퓨터 기술을 제공한다.
1990년대 전체에 걸쳐, 여성회는 '온 트랙(ON TRACK)'과 같은 방과후 멘토 프로그램을 제공한다. 온 트랙은 '조직화(Organizing), 양육(Nurturing), 팀 구성(Team building), 존중(Respecting), 성취(Achieving), 상담(Counseling), 배움(Knowing)'의 약자로서, 낙제 위험에 있는 3학년 학생 2만명의 학업을 돕기 위해 고안된 것이다. 온 트랙은 다임러 크라이슬러의 후원을 받으면서 '의사소통, 학업, 신체적 정신적 건강, 통솔력, 예절, 인간 관계' 측면을 향상시키도록 주문받았다. 한편, P.I.M.S는 수학과 과학에 초점을 맞추었고, 아이비 읽기 아카데미이나 어린이 작가 프로그램과 같은 프로그램들은 초등학교 읽기 이해능력을 향상시킨데 주안점을 두었다.

## 국가적 프로그램

### 지도자 프로그램
지도자 프로그램은 전액 무료 행사로서, 세계 각지의 AKA 여성회 학부 2학년과 3학년 회원 30명이 개별적으로 전문적인 지도자 역할을 할 수 있는 훈련을 받는다. 또한 그들은 1주일간 공동체에 봉사한다. 선별 기준의 하나는 평균 학점이 최소 3.0이상 되어야 한다는 것이다. 프로그램은 1978년에 처음 계획되었고, 그 다음해에 29명의 학생을 대상으로 첫 번째 프로그램이 시행되었다. 이후 지도자 프로그램은 미국 각지의 여러 도시에서 열렸다. AKA는 옛날부터 교육 발전 재단(Educational Advancement Foundation)에서 이 행사에 대한 지원을 받아왔다. 또한, 필스버리, 타이슨 푸드, 존슨 앤 존슨, 제너렐 일렉트릭에서도 재정적인 지원을 받고 있다.